# José Andrés Corral Arredondo
José Andrés Corral Arredondo (Coloradas, Chihuahua; 30 de noviembre de 1946 - Hidalgo del Parral, Chihuahua; 24 de diciembre de 2011) fue un obispo católico mexicano, que fue obispo auxiliar de Durango y obispo de Parral desde 1992 hasta su muerte en 2011.
José Andrés Corral nació en el pueblo de Coloradas, municipio de Guadalupe y Calvo en Chihuahua, cursó sus estudios sacerdotales en el Seminario de Durango y en el Seminario de Montezuma, Nuevo México y fue ordenado sacerdote el 30 de noviembre de 1970 para la Arquidiócesis de Durango. Entre muchos otros cargos en dicha diócesis se desempeñó como vicario cooperador de la catedral, profesor del Seminario, ecónomo y vicario de religiosas, además entre 1973 y 1976 realizó estudios en Roma y fue vicerrector del Pontificio Colegio Mexicano en Roma de 1982 a 1985.
El 16 de enero de 1989 el papa Juan Pablo II lo nombró Obispo titular de Cincari y auxiliar de Durango, siendo ordenado el 22 de febrero del mismo año y fungiendo como principal consagrante el Arzobispo de Durango, Antonio López Aviña y como co-consagrantes Adolfo Suárez Rivera, Arzobispo de Monterrey y Norberto Rivera Carrera, entonces Obispo de Tehuacán. El 11 de julio de 1992 el mismo papa lo nombró como primer obispo de la recién erigida Diócesis de Parral, permaneciendo en dicho cargo hasta su fallecimiento el 24 de diciembre de 2011 debido a un infarto.